# بویرات
بویرات، روستایی است از توابع بخش مرکزی شهرستان دیلم استان بوشهر ایران.

## جمعیت
این روستا در دهستان لیراوی شمالی قرار دارد و بر اساس سرشماری سال ۱۳۸۵ جمعیت آن ۵۱نفر (۱۲خانوار) می‌باشد.